# Legión de Super-Héroes (película)
Legión de Super-Héroes (en inglés: Legion of Super-Heroes) es una película estadounidense de animación de superhéroes directa a vídeo de 2023, producida por Warner Bros. Animation y distribuida por Warner Bros. Home Entertainment, basada en la historia de DC Comics del mismo nombre.
Es la entrega 51 de las películas animadas originales del Universo DC, y la quinta entrega del Tomorrowverse.
La película está dirigida por Jeff Wamester y protagonizada por las voces de Meg Donnelly, Harry Shum, Jr., Darren Criss, Matt Bomer y Jensen Ackles. La película se estrenó en formato digital y doméstico el 7 de febrero de 2023.

## Sinopsis
Kara, devastada por la pérdida de su planeta Krypton, lucha por adaptarse a su nueva vida en la Tierra. Su primo Superman la asesora y la envía al siglo 31 donde es reclutada por el equipo Legión de Super-Héroes.
Mientras tanto, debe enfrentarse a un grupo misterioso llamado El Círculo Oscuro, que busca un arma poderosa guardada en la bóveda de la Academia.

## Reparto
- Meg Donnelly como Kara Zor-El / Supergirl
- Harry Shum, Jr. como Brainiac 5
- Darren Criss como Kal-EL / Clark Kent / Superman
- Matt Bomer como Barry Allen / The Flash
- Jensen Ackles como Bruce Wayne / Batman
- Cynthia Hamidi como Dawnstar
- Gideon Adlon como Tinya Wazzo / Phantom Girl
- Yuri Lowenthal como Mon-El
- Darin De Paul como Brainiac y Cyrus Gold / Solomon Grundy
- Ben Diskin como Arm-Fall-Off-Boy y Brainiac 2
- Victoria Grace como Tasmia Mallor / Shadow Lass
- Jennifer Hale como Alura In-Ze
- Daisy Lightfoot como Luornu Durgo / Triplicate Girl / Duplicate Girl

## Producción

### Desarrollo
La idea de una película de Legión de Superhéroes fue concebida por Butch Lukic y Jim Krieg, quienes querían incorporar tanto a Supergirl como al equipo en Tomorrowverse. Lukic contrató a Jeff Wamester como director debido a su colaboración anterior en Justice Society: World War II (2021).
La película fue confirmada por Warner Bros. Home Entertainment en la Comic-Con de San Diego 2022 después del estreno de Green Lantern: Beware My Power.
La película es la primera película animada de DC lanzada por DC Studios, que se hizo cargo del desarrollo de todos los proyectos de DC en noviembre de 2022.

### Casting
El elenco de voces de la película presenta a Meg Donnelly como Supergirl, Harry Shum, Jr. como Brainiac 5 y a Cynthia Hamidi como Dawnstar.
Meg Donnelly fue elegida como Supergirl después de que el director de voz, Wes Gleason mostrara imágenes de Lukic de su trabajo anterior. A Zeno Robinson se le permitió improvisar muchas de sus líneas durante la grabación. También quería desarrollar su propia versión de Invisible Boy, ya que la película marcó su primera aparición en medios fuera de los cómics.

## Estreno
La película se estrenó el 7 de febrero de 2023 en descarga digital, DVD y Blu-ray.

## Futuro
La escena poscréditos de esta película da paso a la siguiente historia, la desaparición de Batman y Superman, Justice League: Warworld estrenada en 2023.
Kara Zor-El regresa posteriormente en la película Justice League: Crisis on Infinite Earths (2024), junto a Brainiac 5 y Dawnstar.

## Recepción
Sam Stone de Comic Book Resources escribió: "Aunque la película podría subir la apuesta en algunos de sus principales escenarios, llega al corazón de lo que hace funcionar a la Legión".
Brian Costello de Common Sense Media describió la película como "una película de acción animada de superhéroes bastante estándar pero agradable".